# Portariá
Portariá (en griego: Πορταριά) es un antiguo municipio de Grecia en la periferia de Tesalia. En el censo de 2001 su población era de 3201 habitantes.
Fue suprimido a raíz de la reforma administrativa del Plan Calícrates en vigor desde enero de 2011, e integrado en el municipio de Volos.

## Ciudades hermanadas
- Tourtour, Francia.

- Esta obra contiene una traducción total derivada de «Portaria» de Wikipedia en italiano, concretamente de esta versión, publicada por sus editores bajo la Licencia de documentación libre de GNU y la Licencia Creative Commons Atribución-CompartirIgual 4.0 Internacional.

- Datos: Q2001542
- Multimedia: Portaria / Q2001542